# ドレーク油田
ドレーク油田（ドレークゆでん、英語：Drake Oil Well）は、アメリカ合衆国にある歴史的な油田である。ペンシルベニア州タイタスビル（Titusville）南方のオイル・クリーク川岸にあり、鉄道員だったエドウィン・ドレーク（Edwin Drake）が1859年（8月28日）にアメリカで初めて機械掘りで石油を採掘し、これが近代石油産業の始まりとなった。
現在はドレーク油田博物館（Drake Well Museum）がある。